# Spiebaan

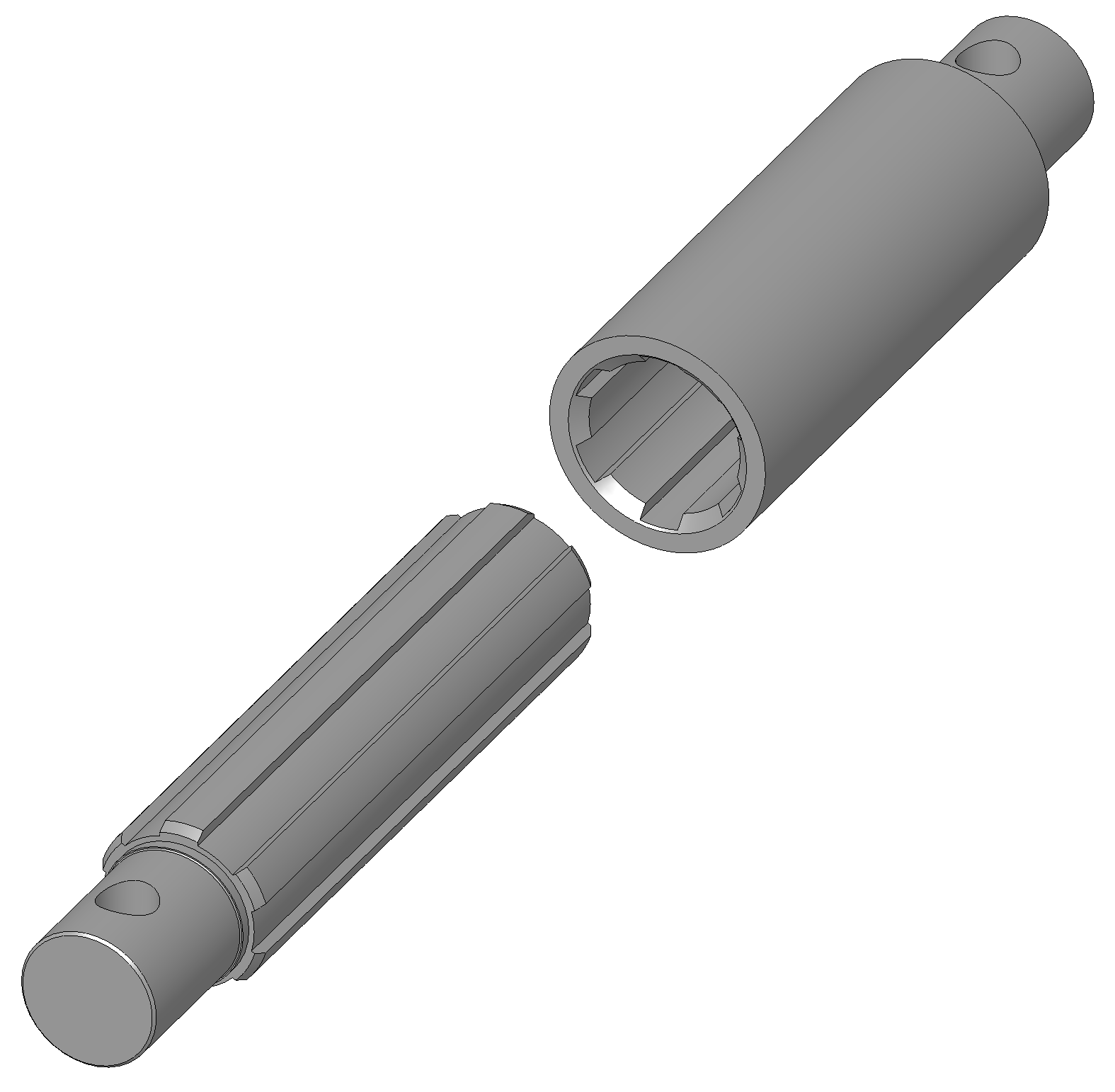
Een as en een naaf met spiebanen.

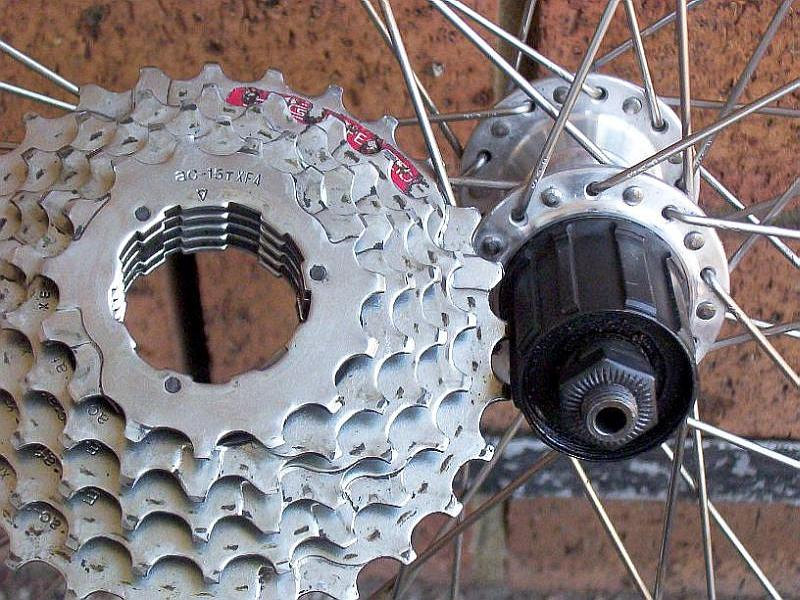
Een wielnaaf en een tandwielcassette met overeenkomstige spiebanen.

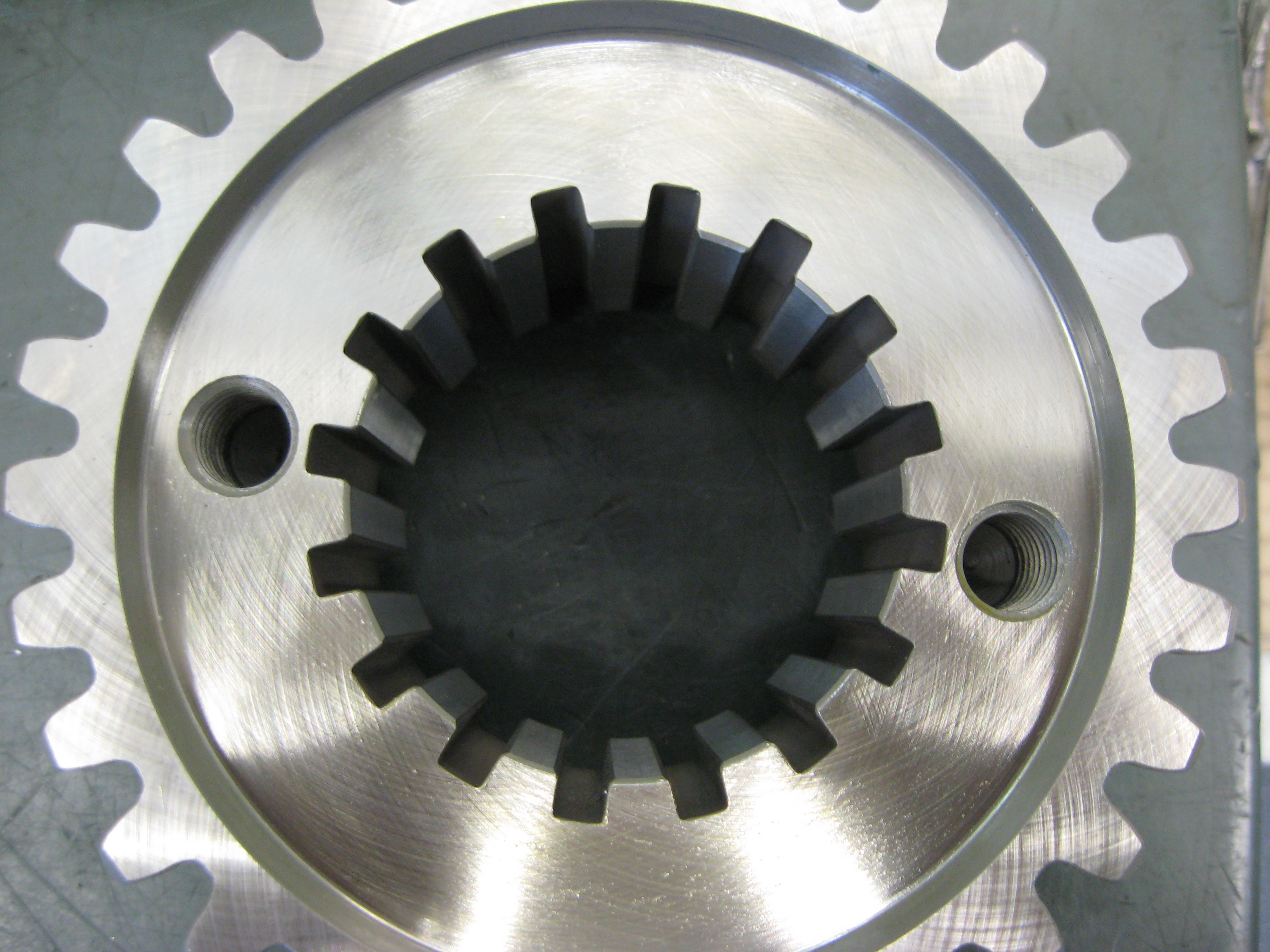
Een tandwiel met inwendige spievertanding.

Een spiebaan is een uitsparing in de lengterichting van bijvoorbeeld een as en/of naaf om een spie in te leggen, om zo een roterende beweging van een as over te brengen op een andere.
Spiebanen worden gebruikt in tal van machines. Er bestaan verschillende soorten spieën om in een spiebaan te leggen zoals vlakke inlegspie, kopse spie (spie met uitstekende kop), conische spie (spie met kleine coniciteit).
Een soortgelijke manier van verbinden is ook een spievertanding waarbij de uitsparingen om de hele omtrek van de as of het naafgat zijn aangebracht.
Een spiebaan wordt vaak gemaakt met behulp van een trekfrees.